# Pseudolampona spurgeon
Pseudolampona spurgeon is een spinnensoort uit de familie Lamponidae. De soort komt voor in Queensland.